# Independent Women Part III
Independent Women Part III är den andra EP-skivan från den sydkoreansk-kinesiska musikgruppen Miss A. Den släpptes den 15 oktober 2012 för digital nedladdning och innehåller 5 låtar. Albumet nådde fjärde plats på Gaon Chart den 20 oktober 2012. Den första och enda singeln från skivan var "I Don't Need a Man".

## Låtlista
| 1. | I Don't Need a Man | 3:30 |
| 2. | Ma Style           | 3:28 |
| 3. | If I Were a Boy    | 2:56 |
| 4. | Madness            | 4:07 |
| 5. | Time's Up          | 3:52 |

## Listplaceringar
| Lista                 | Topplacering |
| --------------------- | ------------ |
| Sydkorea (Gaon Chart) | 4            |